# Josué Báez
Josué Enrique Báez Castillo (23 maggio 2002) è un calciatore dominicano, attaccante dell'Universidad O&M.

## Carriera

### Club
Báez ha iniziato a giocare a calcio in Repubblica Dominicana con la maglie di Barcelona Atlético, Delfines del Este, Atlético Pantoja e Universidad O&M.

### Nazionale
Ha giocato nelle nazionali giovanili dominicane Under-20 ed Under-23.
Nel 2024 è stato convocato dalla nazionale olimpica dominicana per partecipare ai Giochi della XXXIII Olimpiade in sostituzione di Junior Firpo.